# USS Conolly (DD-979)
Ne doit pas être confondu avec USS Connolly.
L'USS Conolly (DD-979) est un destroyer de la classe Spruance en service dans l'US Navy de 1978 à 1998.

## Historique
Premier navire nommé en l'honneur de l'amiral Richard L. Conolly (en), il est le 17e destroyer de sa classe construit par Ingalls Shipbuilding de Litton Industries à Pascagoula (Mississippi).
Commandé le 15 janvier 1974, sa quille est posée le 29 septembre 1975. Le Conolly est lancé le 3 juin 1977 et mis en service le 14 octobre 1978.
Le Conolly rejoint la base navale de Mayport, en Floride, où il est retiré du service et rayé de la liste de la marine le 18 septembre 1998. Il passe les années suivantes désarmé à l'installation de maintenance des navires inactifs de la marine à Philadelphie, en Pennsylvanie, où il est question de le transformer en musée flottant. En 2007, ces plans sont annulés et le Conolly est coulé comme cible au large de la côte est des États-Unis lors de l'exercice multinational UNITAS Gold le 29 avril 2009.

Derniers instants du Conolly lors d'UNITAS Gold le 29 avril 2009
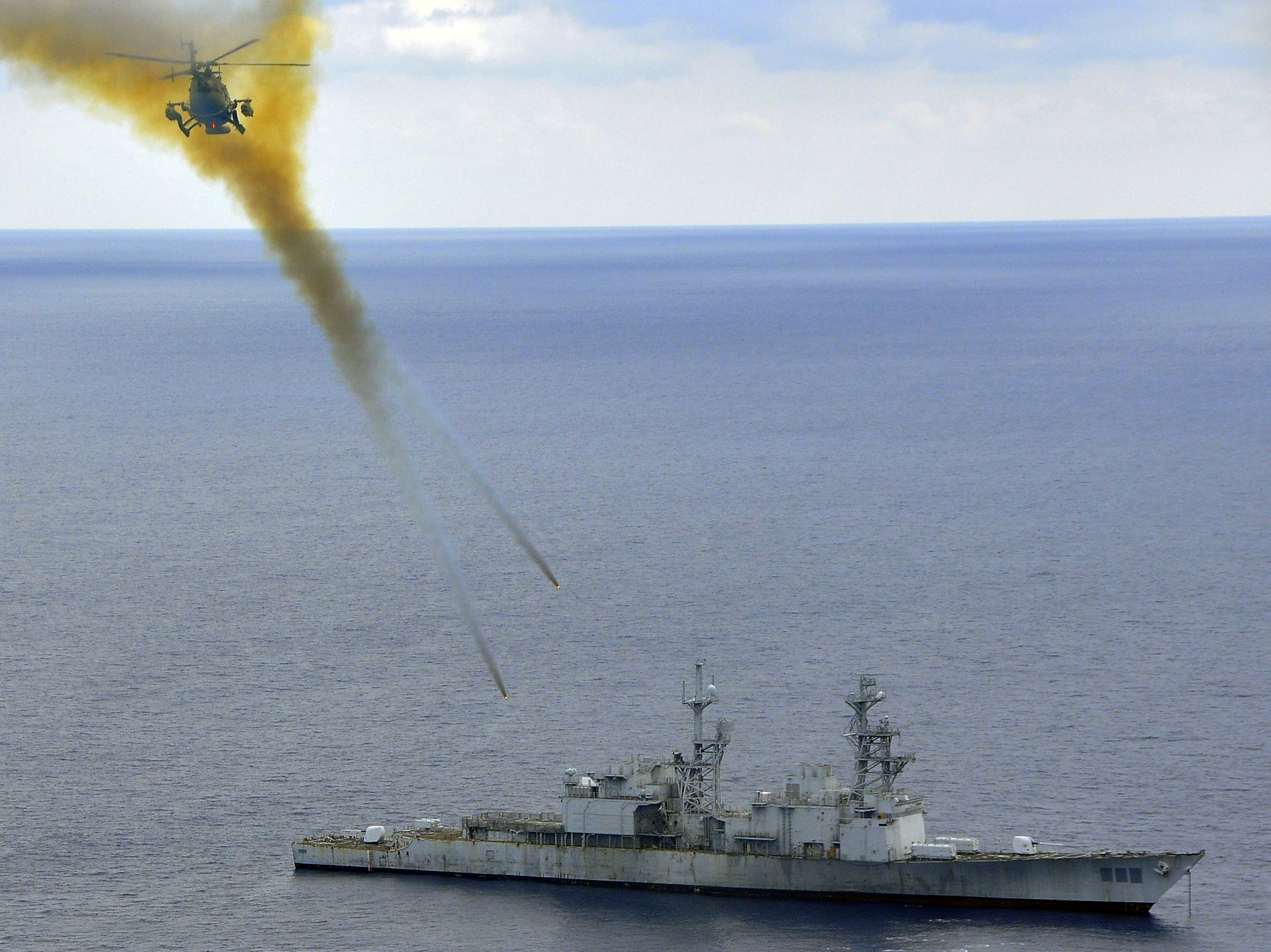
Tirs de roquettes d'un hélicoptère de la marine mexicaine.
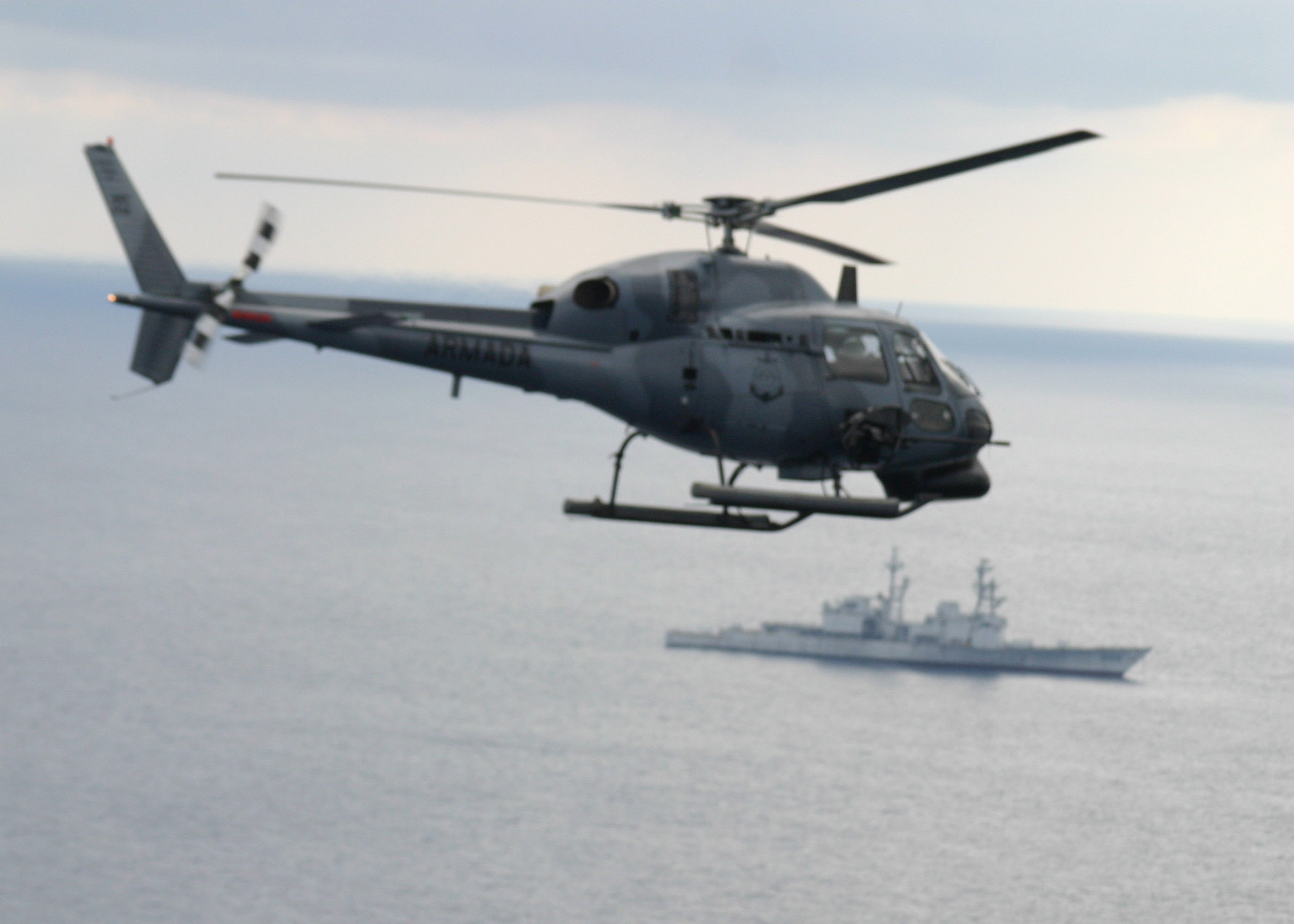
AS-555 de la marine colombienne se préparant à tirer.
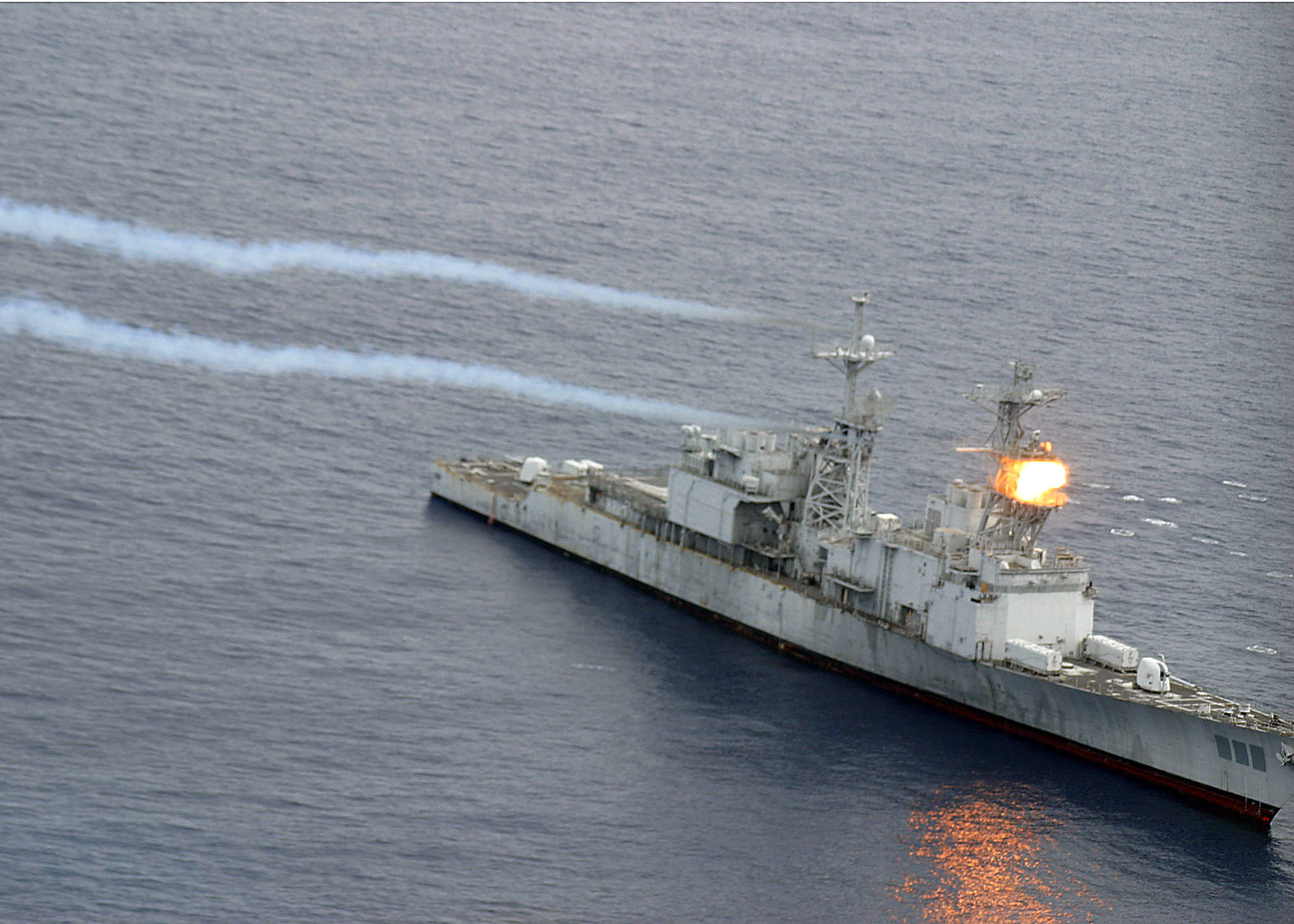
Impact de missiles.
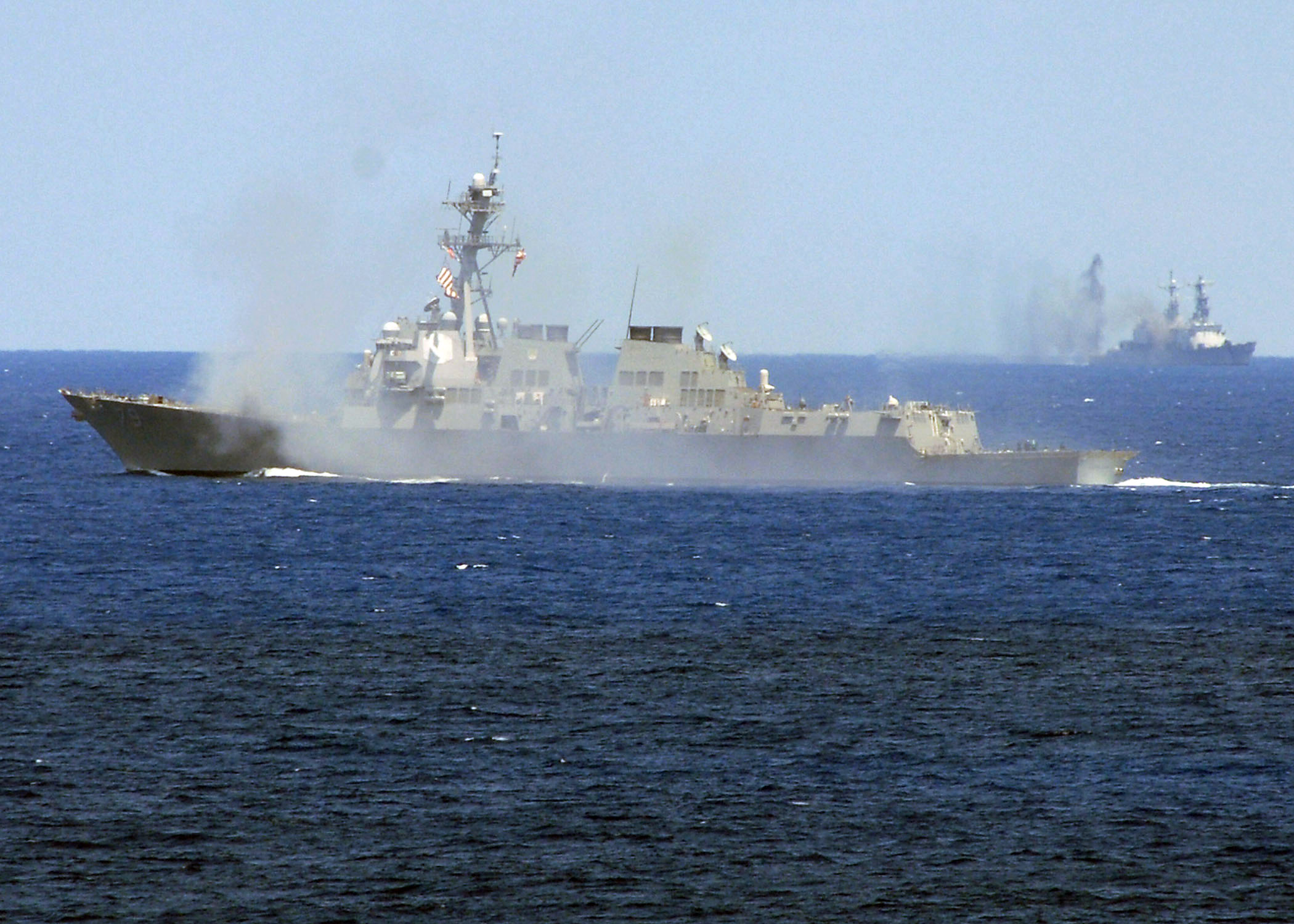
L'USS Oscar Austin faisant feu contre la cible (au fond).